# Rugoglobigerina
Rugoglobigerina es un género de foraminífero planctónico de la familia Rugoglobigerinidae, de la superfamilia Globotruncanoidea, del suborden Globigerinina y del orden Globigerinida. Su especie tipo es Globigerina rugosa. Su rango cronoestratigráfico abarca desde el Santoniense hasta el Maastrichtiense (Cretácico superior).

## Descripción
Rugoglobigerina incluía especies con conchas trocoespiraladas, globigeriniformes a discoidal-globulares, de trocospira baja a plana; sus cámaras eran globulares; sus suturas intercamerales eran rectas e incididas; su contorno era lobulado; su periferia era redondeada; su ombligo era muy amplio, ocupando a veces la mitad del diámetro de la concha; su abertura principal era interiomarginal, umbilical, con el área umbilical protegida por una tegilla por coalescencia de los pórticos de las cámaras precedentes; la tegilla presentaba aberturas accesorias proximales o distales; presentaban pared calcítica hialina, perforada con poros cilíndricos, y superficie pustulosa, rugosa o costulada; las pústulas pueden fusionarse en rugosidades irregulares o en costillas alineadas.

## Discusión
Clasificaciones posteriores han incluido Rugoglobigerina en la superfamilia Globigerinoidea.

## Paleoecología
Rugoglobigerina incluía especies con un modo de vida planctónico, de distribución latitudinal cosmopolita, preferentemente subtropical a templada, y habitantes pelágicos de aguas superficiales (medio epipelágico).

## Clasificación
Se han descrito numerosas especies de Rugoglobigerina. Entre las especies más interesantes o más conocidas destacan:
- Rugoglobigerina hexacamerata †
- Rugoglobigerina macrocephala †
- Rugoglobigerina milamensis †
- Rugoglobigerina pennyi †
- Rugoglobigerina pilula †
- Rugoglobigerina reicheli †
- Rugoglobigerina rotundata †
- Rugoglobigerina rugosa †
- Rugoglobigerina scotti †

Un listado completo de las especies descritas en el género Rugoglobigerina puede verse en el siguiente anexo.
En Rugoglobigerina se han considerado los siguientes subgéneros:
- Rugoglobigerina (Archaeoglobigerina), aceptado como género Archaeoglobigerina
- Rugoglobigerina (Plummerella), también considerado como género Plummerella y sustituido por Plummerita
- Rugoglobigerina (Plummerita), aceptado como género Plummerita